# Pere Galès i Reiner
Pedro Galés i Reiner, latinizado como Petrus Galesius, (Ulldecona, 1537 - Zaragoza, 1595) fue un humanista catalán.
Estudió filosofía bajo el profesor valenciano Pere Joan Nunyes en 1554. A los veintiséis años se fue a Italia y vivió sucesivamente en Roma, Bolonia, Turín, Asti y Nápoles.
En Roma, fue capturado por la Inquisición y a causa de ese cautiverio restó tuerto. En 1563 estudió Derecho en Italia y en París. En 1580 regresó a Cataluña.
Después de varios años entre Cataluña y Valencia, en 1582 se mudó a Padua.
En la ciudad suiza de Ginebra se hizo miembro de la Iglesia evangélica italiana y enseñó filosofía (1583-87), más tarde hizo lo mismo en Nimes (1587-88), Orange (1588-91) y Castres (1591- 93). 
Fue denunciado a raíz de unas disputas teológicas y se refugió en Burdeos (1593), sin embargo fue arrestado en Marmanda, Agenès, acusado de ser hugonote y fue llevado por la inquisición a la cárcel de Zaragoza, donde murió. 
Pere Galès primero adoptó las ideas de Juan Calvino pero después se apartó de esa rama del protestantismo. 